# Franz Neidl
Franz Neidl (* 17. Dezember 1858 in Wien, Kaisertum Österreich; † 17. April 1926 in Wien, Österreich) war ein österreichischer Sänger.
Neidl wurde als Sohn eines Kaffeehausbesitzers geboren und sollte Kaufmann werden. Er studierte bei Adolf Schmidt und Johann Faistenberger in Wien Gesang. Im Jahre 1885 debütierte er am Reichenberger Stadttheater. 1886 wechselte er an das Theater in Königsberg, 1887 an das Stadttheater Köln, 1888 an das Hoftheater Mannheim, und 1890 an die Wiener Hofoper. 1904 nahm er krankheitsbedingt Abschied von der Bühne. Danach gab er Gesangsunterricht. Außerdem arbeite als Vizepräsident einer Buchvertriebsgesellschaft und Direktor der Poschacher Granitwerke in Wien.
Seine Tochter war die Sängerin Eleonore Neidl (* 1879).